# Мохов Олександр Анатолійович
Олександр Анатолійович Мохов (нар. 22 червня 1963 року, Вологодська область, РРФСР, СРСР) — радянський і російський актор і режисер театру і кіно, сценарист і продюсер. Заслужений артист Росії (1995).

## Біографія
Олександр Мохов народився 22 червня 1963 року в Вологодській області. Потім сім'я переїхала до Приамур'я, до міста Шимановська (Амурської області), де він і закінчив загальноосвітню школу № 176.
В 1982 році закінчивши Іркутське театральне училище, служив строкову службу в Радянській армії, в артилерійській навчальній частині, потім вступив до ГІТІСу (майстерня Олега Табакова), причому відразу на третій курс. Після закінченні ГІТІСу в 1986 році був прийнятий до трупи Московського Театру-студії п / к Олега Табакова. Актор також зайнятий в спектаклях МХТ ім Чехова і Александринського театру (Санкт-Петербург).
Олександр Мохов також ставить вистави як режисер-постановник, в 2006 році як режисер зняв фільм «Алмази на десерт». Як кіноактор дебютував у 1986 році.
Олександр Мохов викладає майстерність актора в Школі-студії МХАТ, працював на телебаченні (був ведучим програми «Сільський час»).

## Сім'я

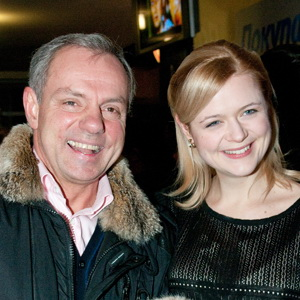
Мохов Олександр і Дар'я Калмикова

- Перший шлюб з 1985 по 2003 р.
  - Син — Семен Мохов, нар 1986. Підтримує зв'язок з батьком, працює оператором.[1]
- Друга дружина — актриса Дар'я Калмикова. Були у шлюбі з 2003 по 2015 р.
  - Син — Макар Мохов, народився в 2003 р.
- Третя дружина — українська актриса Ірина Огородник
  - Син — Матвій Мохов, народився в липні 2016 р.

## Визнання та нагороди
- 1995 — Заслужений артист Росії.

## Театральні роботи

### Акторські роботи

#### Московський театр-студія під керівництвом Олега Табакова
- «Полоумний Журден» — учитель фехтування
- «Дах» — Іван Чмутін
- «Діра» — Баламутенко
- «Процес при закритих дверях» — Гарсен
- «Затоварена бочкотара» — Гліб Шустиков
- «На благо Вітчизни» — Фрімен Росс
- «Віра, любов, надія» — Клостермайер
- «Ревізор» — Абдулін
- «Механічне піаніно» — Петрін
- «Білоксі-блюз» — Рой Селрідж
- «Матроська тиша» — Митя Жучков
- «Зоряна година за місцевим часом» — Федя
- «Пристрасті по Бумбарашу» — Яша
- «Любов як мілітаризм» — Батько
- «Прощайте … і аплодуйте!» — Антоніо
- «Батько» — доктор Остермарк
- Провінційні анекдоти" Олександра Вампілова — Анчугін
- «Від четверга до четверга» — Станізлао Тромбі

#### Московський Художній театр імені А.П.Чехова
- «Ю» — Андрій
- «Ліс» — Восьмибратов

#### Александринський театр
- «Цар Едіп» — Цар Едіп

### Режисерські роботи

#### Московський театр-студія під керівництвом Олега Табакова
- «Процес при закритих дверях» Жана-Поля Сартра
- «Кулі над Бродвеєм» Вуді Алена
- «Лялька для нареченої» Олександра Коровкіна
- «Леді Макбет Мценського повіту» Миколи Лєскова

## Фільмографія

### Акторські роботи
1. 1986 — Подорож мсьє Перрішона — Жозеф, ад'ютант майора Матьє
2. 1987 — Крісло / Kreslo — Кононенко
3. 1988 — Захисник Сєдов — начальник колегії захисників
4. 1989 — Жінки, яким пощастило — Гліб
5. 1989 — Беззаконня — «Абрашка», зек
6. 1991 — Готель «Едем» — Саша
7. 1991 — Люмі — Сігіс, пожежний інспектор
8. 1993 — Сірі вовки — Володимир Сорокін, капітан контррозвідки КДБ СРСР
9. 1993 — Лиха парочка — Холостяк
10. 1994 — Листи в минуле життя
11. 1994 — Життя і надзвичайні пригоди солдата Івана Чонкіна — лейтенант Мелешко, льотчик
12. 1995 — Московські канікули — черговий по відділенню міліції
13. 1997 — Війна закінчена. Забувши... — Віталік, доставщик гуманітарної допомоги
14. 1998 — Сибірський цирульник — офіцер у Бутирській в'язниці
15. 1999 — Д. Д. Д. досьє детектива Дубровського — «Джміль»
16. 2000 — Замість мене — сержант міліції
17. 2000 — Імперія під ударом — офіцер
18. 2000 — Фортуна — Леонід Брагін
19. 2001 — Чоловіча робота — Олексій Столяров, Майор («Лісовик»)
20. 2001 — Далекобійники (серія № 18 « Форс-мажор») — Віктор
21. 2001 — Сищик (серії «Знак Іуди», « Жовтенятко з літачком») — Геннадій Загашников, міліціонер-хабарник
22. 2002 — Дві долі — Іван Григор'єв, чоловік Віри
23. 2003 — Інструктор — Колчин
24. 2003 — Шукаю наречену без приданого
25. 2004 — Дільниця — Василь Анатолійович Суриков
26. 2004 — Про кохання в будь-яку погоду — Сикін
27. 2004 — Таємниця «Вовчої пащі» — прапорщик Козлов
28. 2004 — Смерть Таїрова — Климент Ворошилов
29. 2004 — Вузький міст — актор у бойовику
30. 2005 — Пагін — провідник
31. 2005 — Примадонна — Гена Солових, чоловік Зойки
32. 2005 — МУР є МУР — Владлен Андрійович Греков
33. 2005 — Єсенін — Михайло Фрунзе
34. 2006 — Зачарована ділянка — Василь Анатолійович Суриков
35. 2006 — Московська історія — Семен
36. 2006 — Своя чужа сестра — Іван
37. 2006 — Фартовий — Стадник
38. 2006 — Громови — чоловік Люсі
39. 2007 — Морська душа — Єгоров, капітан 2 рангу
40. 2008 — Олександр Македонський — Влас
41. 2009 — Веселуни — товариш Пономарін
42. 2009 — Братан — Федір Сухов, полковник УБОЗ
43. 2010 — Будинок Сонця — Владлен Олександрович, батько Саші Сергєєвої
44. 2010 — Стомлені сонцем 2. Майбутнє — Климент Ворошилов
45. 2010 — У кожного своя війна — Федя
46. 2010 — Учитель у законі. Продовження — Сергій Едуардович Афанасьєв, майор міліції, «перевертень у погонах»
47. 2010 — Банда — Андрій Геннадійович Пиряєв, ватажок банди
48. 2010 — Коли зацвіте багно — Федір Іванович Телегін, фермер
49. 2011 — Кохана. Любов — Сергій
50. 2011 — Кульбаба — Андріанов
51. 2011 — Єльцин. Три дні в серпні — Валерій Федорович Лебедєв, заступник голови КДБ СРСР Володимира Крючкова
52. 2011 — Біла людина — Віктор Стрельцов
53. 2012 — Мрії з пластиліну — Сергій Петрович Маленко, батько Оксани
54. 2012 — Лісник (фільм № 11 «Злодюжка») — Геннадій Риндін, голова сімейного дитячого будинку
55. 2014 — Поки станиця спить — Петро Авер'янович Колеванов
56. 2013 — Таємне місто — Корнілов, майор, начальник особливого відділу поліції Москви
57. 2014 — Контужений — Геннадій Сергійович Скоков, тренер
58. 2014 — Таємне місто 2 — Корнілов, майор, начальник особливого відділу поліції Москви
59. 2014 — Останній яничар — Петро Авер'янович Колеванов
60. 2015 — Таємне місто 3 — Корнілов, майор, начальник особливого відділу поліції Москви
61. 2016 — Підкидьок — Іван Іванович Трофімов, бізнесмен, спонсор пологового будинку
62. 2017 — Наслідок любові — Сергій Поляков, підполковник, заступник начальника УМВС
63. 2017 — Траса смерті — Іван Аркадійович Рязанцев, полковник поліції, начальник РВВС « Домодєдово»
64. 2017 — Підкидьки 2 — Іван Іванович Трофімов, бізнесмен, спонсор пологового будинку
65. 2018 — Любов за наказом — Борис Єфремович Зайков, завідувач відділу культури Ленінградського обкому партії
66. 2018 — Той, хто читає думки (Менталіст) — Ігор Анатолійович Мінаєв
67. 2019 — Скажи що-небудь добре — Василь Кузьмич Прохоров, голова сільрада

### Режисерські роботи
1. 2006 — Алмази на десерт
2. 2007 — Учитель в законі
3. 2008 — Пісочний дощ
4. 2009 — Братан
5. 2010 — Учитель в законі. Продовження
6. 2011 — Єльцин. Три дні в серпні
7. 2012 — Біла людина
8. 2013 — Таємне місто
9. 2013 — 2014 — Поки станиця спить
10. 2014 — Таємне місто 2
11. 2014 — Останній яничар
12. 2020 — Несолодка пропозиція
13. 2020 — Мій милий знайда
14. 2020 — День Святого Валентина
15. 2021 — У полоні у минулого

### Сценарні роботи
1. 2007 — Учитель в законі
2. 2008 — Пісочний дощ
3. 2009 — Братан
4. 2010 — Учитель в законі. Продовження

### Продюсерські роботи
1. 2012 — Біла людина (генеральний продюсер)

## Примітка
1. ↑  Дети Александра Мохова: сыновья Семен, Макар. wellnesso.ru. Архів оригіналу за 8 травня 2021. Процитовано 15 квітня 2021.